# Tượng đài tự nhiên Timpoong và Hibok-Hibok
Tượng đài tự nhiên Timpoong và Hibok-Hibok là một tượng đài tự nhiên nằm trên đảo Camiguin, phía Bắc Mindanao, Philippines. Nó bao gồm hai ngọn núi lửa tuyệt đẹp của nhóm núi lửa Camiguin Mindanao nằm ở trung tâm đảo Camiguin đó là núi Mambajao bao gồm Timpoong là điểm cao nhất của nó và núi Catarman có Hibok-Hibok, ngọn núi lửa duy nhất còn hoạt động trên đảo. Được thành lập vào năm 2004 thông qua một tuyên bố do tổng thống Gloria Macapagal Arroyo ban hành, đây là khu vực quan trọng khi chứa khu rừng nhiệt đới duy nhất còn lại trên đảo Camiguin. Tại đây có nhiều loài động thực vật đặc hữu cùng các thác nước, sông và suối. Tượng đài này được công nhận là vườn di sản ASEAN từ năm 2015 trong hội nghị Bộ trưởng Môi trường ASEAN lần thứ 13.

## Mô tả
Khu vực có diện tích 2.227,62 hécta (5.504,6 mẫu Anh) trải dài dọc theo phần trung tâm và phía tây của đảo Camiguin. Nó cũng bao gồm một vùng đệm rộng 182,91 hécta (452,0 mẫu Anh) bao quanh núi lửa Hibok-Hibok và 1.239,7 hécta (3.063 mẫu Anh) xung quanh núi Timpoong. Về mặt hành chính, nó thuộc 4 trên tổng số 5 đô thị của đảo là  Mambajao, Catarman, Mahinog và Sagay.
Timpoong cao 1.614 mét (5.295 ft) so với mực nước biển là điểm cao nhất của núi Mambajao. Mambajao nằm ở trung tâm và là ngọn núi lửa lớn nhất trong số ba ngọn núi trên đảo cùng với Catarman và Sagay. Hai đỉnh núi khác của Mambajao là đỉnh Mambajao cao 1.568 mét (5.144 ft) và một đỉnh khác chưa được đặt tên cao 1.529 mét (5.016 ft). Nó có miệng phun bên sườn ở đồi Campana và Minokol.
Nằm ngay phía tây bắc của Mambajao là núi Catarman. Điểm cao nhất của nó là núi Hibok-Hibok cao 1.250 mét (4.100 ft) là một ngọn núi lửa dạng tầng đang hoạt động. Hai đỉnh khác của Catarman là Tres Marias và Vulcan Daan, một ngọn núi lửa đã tắt.
Tượng đài tự nhiên này có các thác nước Katibawasan, Binangawan và Tuasan cùng những suối nước nóng, lạnh ở Ardent, Santo Niño và các con sông Sagay và Binangawan chảy qua. Đài quan sát núi lửa Hibok-Hibok thuộc Viện Núi lửa và Địa chấn Philippines cũng nằm trong ranh giới của tượng đài tự nhiên.

## Động thực vật
Khu vực có 300 hécta (740 mẫu Anh) là những khu rừng phủ đầy rêu ở độ cao trên 1.100 mét (3.600 ft), 1.282 hécta (3.170 mẫu Anh) rừng dầu đất thấp còn sót lại ở độ cao trên 500 mét (1.600 ft) và phần còn lại là các bãi đất trống, đồng cỏ mở có diện tích 1.585 hécta (3.920 mẫu Anh). Tượng đài này được thành lập để bảo vệ nhiều loài có nguy cơ tuyệt chủng và đặc hữu của khu rừng.
Thảm thực vật của nó bao gồm các loài thực vật nhiệt đới đặc hữu của Camiguin như chè Điền Sơn, Medinilla multiflora, sầm ngọt, trâm Camiguin, cùng hai loài phong lan Coelogyne confusa và Goodyera ramosii.
Tại đây có một loài chim và hai loài động vật có vú không được tìm thấy ở bất cứ nơi nào khác là vẹt lùn Camiguin, chuột nhắt rừng Camiguin và chuột đồng Camiguin.
Các loài đáng chú ý khác gồm cú diều Camiguin, hồng hoàng Mindanao, chuột chù Mindanao,  ếch miệng hẹp Camiguin và ếch cây.